# Krui River
Der Krui River ist ein Fluss im Osten des australischen Bundesstaates New South Wales.
Er entspringt unterhalb des Oxleys Peak südlich des Coolah-Tops-Nationalparks. Von dort fließt er nach Südwesten und mündet am Nordrand des Goulburn-River-Nationalparks in den Goulburn River.

## Nebenflüsse mit Mündungshöhen
Der Krui River hat folgende Nebenflüsse:
- Lorimer Creek – 396 m
- Berenderry (Jemmys) Creek – 353 m
- Dry Creek – 347 m
- Bellalepa Creek – 315 m
- Willy Wally Creek – 298 m
- Ginghi Creek – 292 m